# Phasmofrontina perarida
Phasmofrontina perarida là một loài ruồi trong họ Tachinidae.